# Международный фестиваль африканского искусства
Международный Фестиваль Африканского искусства (фр. Festival Mondial des Arts Nègres), также известный как FESMAN — фестиваль культуры и искусства, который проходит в Африке. На фестивале представлена поэзия, скульптура, живопись, музыка, кино, театр, мода, архитектура, дизайн и танцы от художников и исполнителей со всей африканской диаспоры.

## История
Фестивали были запланированы как Пан-африканские торжества и варьировались по содержанию от дебатов до выступления — особенно танца и театра.

### Дакар, 1966
Первый Международный фестиваль африканского искусства был проведён в Дакаре, Сенегал, с 1 по 24 апреля 1966 года по инициативе бывшего президента Леопольда Сенгора под эгидой ЮНЕСКО с участием 45 африканских, европейских, карибских и северных и южноафриканских стран и с участием африканской литературы, музыки, театра, визуальных искусств, кино и танца. Это был первый спонсируемый государством фестиваль для демонстрации работы африканских диаспорных художников, музыкантов и писателей для глобальной аудитории. Среди участников были историк Шейх Анта Диоп, танцоры Артур Митчелл и Элвин Эйли, Местре Пастинья, труппа капоэйры из Баии, Дюк Эллингтон, Марион Уильямс, певцы Джули Акофа Акусса и Белла Беллоу, писатели Эме Сезар, Лэнгстон Хьюз, Вол Сойинка, Амири Барака, Сара Вебстер Фабио и Нельсон Мандела. Режиссёр Уильям Гривз сделал 40-минутный документальный фильм о событии под названием Первый Всемирный фестиваль африканских искусств (1968).
Как отмечают: "Фестиваль ознаменовал собой один из кульминационных моментов черного модернизма в 20-м веке. В своей вступительной речи Сенгор заявил, что это событие было «предприятием гораздо более революционным, чем исследование космоса». В то время как Советы и Америка стремились покорить космос, «черный мир» был собран вместе, чтобы найти свою душу".

### Лагос, 1977
В 1977 году, с 15 января по 12 февраля, состоялся второй Всемирный фестиваль африканского искусства известный как FESTAC’77. Он проходил в Лагосе, Нигерия, под руководством президента Олусегуна Обасанджо. В нём приняли участие более 17 000 участников из более чем 50 стран, это было крупнейшее культурное мероприятие, когда-либо проводившееся на Африканском континенте. Среди художников, которые приняли участие были Стиви Уандер, Солнце Ра Аркестра и Дональд Бёрд из США, Табу Лей и Франко из Конго, Жилберто Гил из Бразилии и многие другие.

### Дакар, 2010
Всемирный фестиваль африканского искусства 2010 года проходил с 10 по 31 декабря 2010 года и был инициирован президентом Сенегала Абдулаем Вадом с темой африканского возрождения. В своём выступлении в ООН в 2009 году президент Уэйд сказал: 
Я призываю всех африканцев, всех сыновей и дочерей диаспоры, всех моих сограждан, всех партнеров, которые готовы идти рядом с нами, все государства, все международные организации, фонды, фирмы показать блестящий успех фестиваля и возрождение новой Африки."
Помимо музыки и кино, на фестивале были представлены художественные выставки, театральные и танцевальные представления, показы мод, фотографии и другие мероприятия, в которых приняли участие художники и представители интеллигенции из десятков стран Африки и других стран, включая США, Бразилию, Гаити, Францию и Кубу.